# Kinyongia excubitor
Kinyongia excubitor là một loài thằn lằn trong họ Chamaeleonidae. Loài này được Barbour mô tả khoa học đầu tiên năm 1911.